# Polnische Poolbillard-Meisterschaft 1993
Die polnische Poolbillard-Meisterschaft 1993 war die zweite Austragung der nationalen Meisterschaft in der Billardvariante Poolbillard. Sie fand vom 5. bis 7. November 1993 in Warschau statt und wurde in der Disziplin 8-Ball ausgespielt. Polnischer Meister wurde Aleksander Chaba durch einen Finalsieg gegen Titelverteidiger Krzysztof Kutacha.

## Medaillengewinner
| Disziplin       | Gold                                     | Silber                                   | Bronze                     |
| --------------- | ---------------------------------------- | ---------------------------------------- | -------------------------- |
| Herren – 8-Ball | Aleksander Chaba (Agawa Piekary Śląskie) | Krzysztof Kutacha (Monte Carlo Katowice) | Dariusz Skurat (Białystok) |